# De Roock
De Roock is een Nederlands geslacht waarvan leden sinds 1830 (1816) tot de Nederlandse adel behoren en dat in 1860 uitstierf.

## Geschiedenis
De stamreeks begint met Dirck Hendsricksz (de) Roock, hopkoper die woonde te Delwijnen en na 1 oktober 1624 overleed. Zijn zoon werd schout van Haaften, zijn kleinzoon en achterkleinzoon schepen en/of burgemeester. Bij KB van 20 februari 1816 werd Pieter de Roock (1804-1840) verheven in de Nederlandse adel. Nog geen maand later werd dat KB weer ingetrokken omdat hij nog minderjarig was. In 1830 werd hij (opnieuw) verheven. Met zijn dochter stierf het adellijke geslacht in 1860 uit.

## Enkele telgen
Dirck Hendsricksz (de) Roock, hopkoper
- Peter Dirckszn de Roock (†1666), schout van Haaften
  - Adriaen de Roock (1643-1716), burger van Zaltbommel, schepen in de bank van Zuilichem
    - Peter de Roock (circa 1676-na 11 juli 1731), secretaris, schepen en burgemeester van Zaltbommel
      - Peter de Roock (1702-1781), generaal-majoor in Statendienst
        - Peter de Roock (1736-1807), rentmeester, stadhouder, secretaris en dijkschrijver
          - jhr. mr. Peter de Roock (1804-1840), advocaat, in 1816 en 1830 verheven in de Nederlandse adel
            - jkvr. Maria Rufina Petronella de Roock (1832-1860), laatste telg van het adellijke geslacht De Roock; trouwde in 1855 met de Belgische jhr. Georges François Jean 't Kint de Roodenbeeke (1821-1897), lid van de familie 't Kint